# موتور لال‌محمد (خاش)
موتور لال‌محمد، روستایی از توابع بخش مرکزی شهرستان خاش در استان سیستان و بلوچستان ایران است.

## جمعیت
این روستا در دهستان کارواندر قرار دارد و براساس سرشماری مرکز آمار ایران در سال ۱۳۹۵، جمعیت آن ۵۶ نفر (۲۱ خانوار) بوده‌است.